# Ilargus nitidisquamulatus
Ilargus nitidisquamulatus là một loài nhện trong họ Salticidae.
Loài này thuộc chi Ilargus. Ilargus nitidisquamulatus được Ilka Maria Fernandes Soares & Hélio Ferraz de Almeida Camargo miêu tả năm 1948.